# 卡內基圖書館

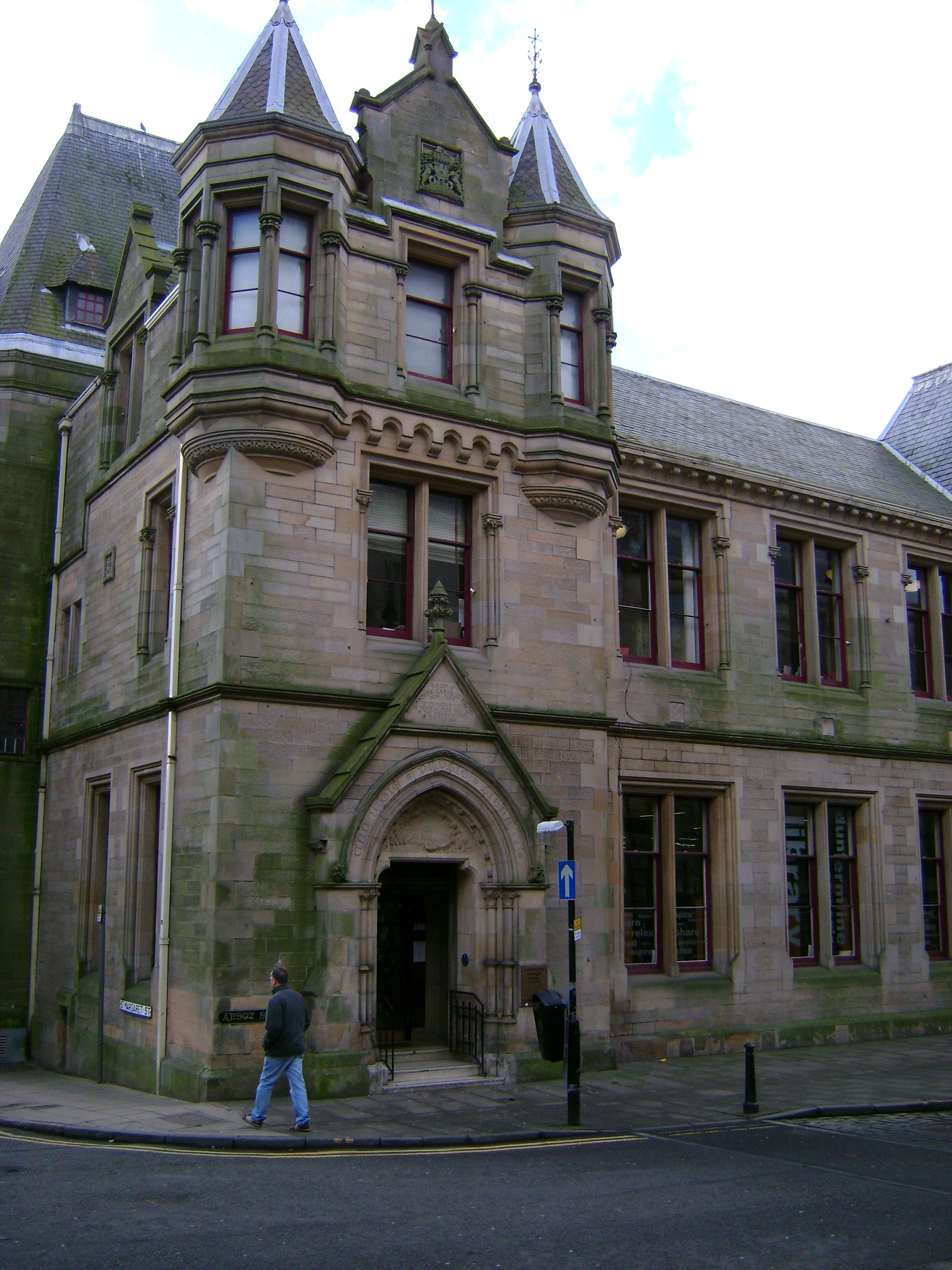
位於鄧弗姆林的第一座卡內基圖書館

卡內基圖書館（Carnegie library）是美國人安德魯·卡內基創立的一系列圖書館。
卡內基於1835年誕生於蘇格蘭，1846年舉家遷至美國賓州匹茲堡附近的小鎮，幼時貧困，年長後建立了舉世無匹的鋼鐵王國。他終其一生熱心於慈善事業，並貢獻個人財富90%（約333,000,000美元），給各類慈善事業，因此有「圖書館的主保聖人」(Patron Saint of Libraries)之美譽。

## 起源
卡內基於匹茲堡工作時相當喜愛周六下午的使用圖書館的時間，因此他於1881年捐贈了第一座圖書館予他的家鄉，此後他本人先後捐款56,160,000美元，建造了2,509所圖書館館舍於歐美各國，其中1,679所分布於美國各社區中。
位於匹茲堡的第一座卡內基圖書館幾乎成為日後贊助其他地方的典範，該館於1895年正式開放啟用，館舍面積4英畝半，除圖書館外，倘有可容納2,000人座位的音樂廳、畫廊、自然史博物館。在卡內基的不斷支持下，該館發展迅速，在1898年至1900年內已擴建了5座分館，館藏量已逾300,000冊。
該館從成立至今，曾編輯過不少出版品，較著名者如：《分類目錄》(1895-1916)(Classified Catalogue)、《科技圖書書評索引》(1917-1928)(Technical Book Review Index)以及從1919年出版至今的《鋼鐵文獻評論》(Review of Iron and Steel Literature)。
卡內基對圖書館慈善事業之贊助多少也受到他經商背景的影響，他認為捐贈金錢予地方建造館舍，而該地方必須相對的提供土地，並承諾永遠維持該圖書館的營運，從商業觀點而言，地方的長期投資將比他本人的捐贈金額大得多。

## 後續發展
1919年卡內基逝世後，他的圖書館慈善事業仍透過卡內基基金會，繼續嘉惠圖書館。至1968年底，位於匹茲堡的卡內基圖書館，館藏量已逾2,130,000冊圖書，每年圖書館使用人數達4,381,625人次，工作人員共計610名。此時已有15個分館，1部市區圖書巡迴車，以及3部郊區圖書巡迴車，以擴大服務該市邊區民眾。另外由於卡內基的捐贈，也加速了美國公共圖書館發展的速度。

## 建築特色
在20世紀早期，卡內基圖書館的建築可以說就是美國各城鎮的代表。大多數的圖書館建築都是獨具風格的，包括義大利文藝復興時期、巴洛克風、新古典復興主義以及西班牙殖民時期。每種建築風格簡單而正式都是由當地社區居民自己決定的，總是經由一個樓梯歡迎每一位到館使用的讀者。而這個樓梯的意義就在於每一位進館的讀者都是受到同樣尊重的。同樣地，每棟建築外的街燈或者燈柱都象徵了圖書館啟迪民眾知識的意義。

## 贊助條件
每個地方獲取卡內基贊助營建圖書館館舍的條件為：
- （一）任何社區如申請一卡內基圖書館館舍，必須由其市長或地方議會通過提供土地。
- （二）該地方保證每年利用地方稅收，作為圖書館維持費用，該費用必須至少是卡內基所捐贈款項的1/10。

## 相關連結
- Carnegie Libraries: The Future Made Bright （页面存档备份，存于）
- Carnegie Library of Pittsburgh